# Listă de pictori elvețieni
Aceasta este o listă de pictori elvețieni.

## A
- Johann Ludwig Aberli (1723-1786)
- René Charles Acht (1920)
- Carolus von Aegeri (1510/15-1562)
- Eva Aeppli (1925)
- Jacques-Laurent Agasse (1767-1849)
- Heinrich Altherr (1878-1947)
- Cuno Amiet (1868-1961)
- Albert Anker (1831-1910)
- Jean Arp (1886-1966)
- Hans Asper (1499-1571)
- René Auberjonois (1872-1957)

## B
- Fritz Bernhard (1895-1966)
- François Bocion (1828-1890)
- Arnold Böcklin (1827-1901)
- Karl Bodmer (1809-1893)
- Marius Borgeaud (1861-1924)
- Mark Staff Brandl (1955)
- Hans Brühlmann (1878-1911)
- Frank Buchser (1828-1890)
- Hans Burkhardt (1904-1994)

## C
- Alexandre Calame (1810-1864)
- Jean Crotti (1878-1958)

## D
- Helen Dahm (1878-1968)
- Adolf Dietrich (1877-1957)
- Martin Disler (1949-1996)

## E
- Ignaz Epper (1892-1969)
- Hans Erni (1909)

## F
- Henry Fuseli (Johann Heinrich Füssli), (1741-1825)

## G
- Salomon Gessner (1730-1788)
- Alberto Giacometti (1901-1966)
- H. R. Giger (1940-2014)
- Wilhelm Gimmi (1886-1965)
- Urs Graf (1485-1529)
- Anton Graff (1736-1813)

## H
- Martha Haffter (1873-1951)
- Jakob Emanuel Handmann (1718-1781)
- Ferdinand Hodler (1853-1918)
- Johann Rudolf Huber (1668-1748)

## I
- Johannes Itten (1888-1967)

## J
- Karl Jauslin (1842-1904)

## K
- Angelica Kauffmann (1741-1807)
- Paul Klee (1879-1940)
- Rudolf Koller (1828-1905)
- Ernst Kreidolf (1863-1956)

## L
- Hans Leu (1460-1507)
- Jean-Étienne Liotard (1702-1789)

## M
- Niklaus Manuel (1484-1530)
- Gottfried Mind (1768-1814)
- Max von Moos (1903-1979)

## P
- Roger Pfund (1943)
- Celestino Piatti (1922-2007)

## R
- Rafael Ritz (1829-1894)

## S
- Ernst Emil Schlatter (1883-1954)
- Théophile Steinlen (1859-1923)

## T
- Sophie Taeuber-Arp (1889-1943)
- Jean Tinguely (1925-1991)

## V
- Félix Vallotton (1865-1925)

## W
- Albert Welti (1862-1912)